# Neundorf (Anhalt)
Neundorf is een plaats en voormalige gemeente in de Duitse deelstaat Saksen-Anhalt, en maakt deel uit van de Landkreis Salzlandkreis.
Neundorf telt 2.245 inwoners.
De gemeente ligt aan de noordelijke rand van de Harz en grenst aan de stad Staßfurt.